# Boycott des produits français
Le boycott des produits français est une campagne de boycott répondant à la republication de caricatures de Charlie Hebdo, jugées offensantes envers le prophète Mahomet, sur les façades des hôtels de ville de Toulouse et Montpellier, en parallèle à des déclarations du président français Emmanuel Macron s'engageant, lors de la cérémonie d'hommage au professeur Samuel Paty, assassiné le 16 octobre 2020 après avoir diffusé ces caricatures auprès de ses élèves, à ne pas interdire au nom de la liberté d'expression la republication de telles caricatures,.
La campagne débute le 22 octobre 2020 par des appels sur les réseaux sociaux. L'affaire prend une ampleur internationale, notamment à travers des interventions du président turc, et est relayée par des milieux activistes qui organisent des manifestations, parfois pacifiques, parfois violentes,,,,, (en particulier au Pakistan).
Le 25 octobre 2020, le ministère français des Affaires étrangères dénonce ces « appels à manifester contre la France, dans des termes parfois haineux, relayés sur les réseaux sociaux. [...] En conséquence, les appels au boycott sont sans aucun objet et doivent cesser immédiatement, de même que toutes les attaques dirigées contre notre pays, instrumentalisées par une minorité radicale,,,,. »